# Langenrohr
Langenrohr osztrák mezőváros Alsó-Ausztria Tullni járásában. 2022 januárjában 2484 lakosa volt. 

## Elhelyezkedése

Langenrohr a Tullni járásban

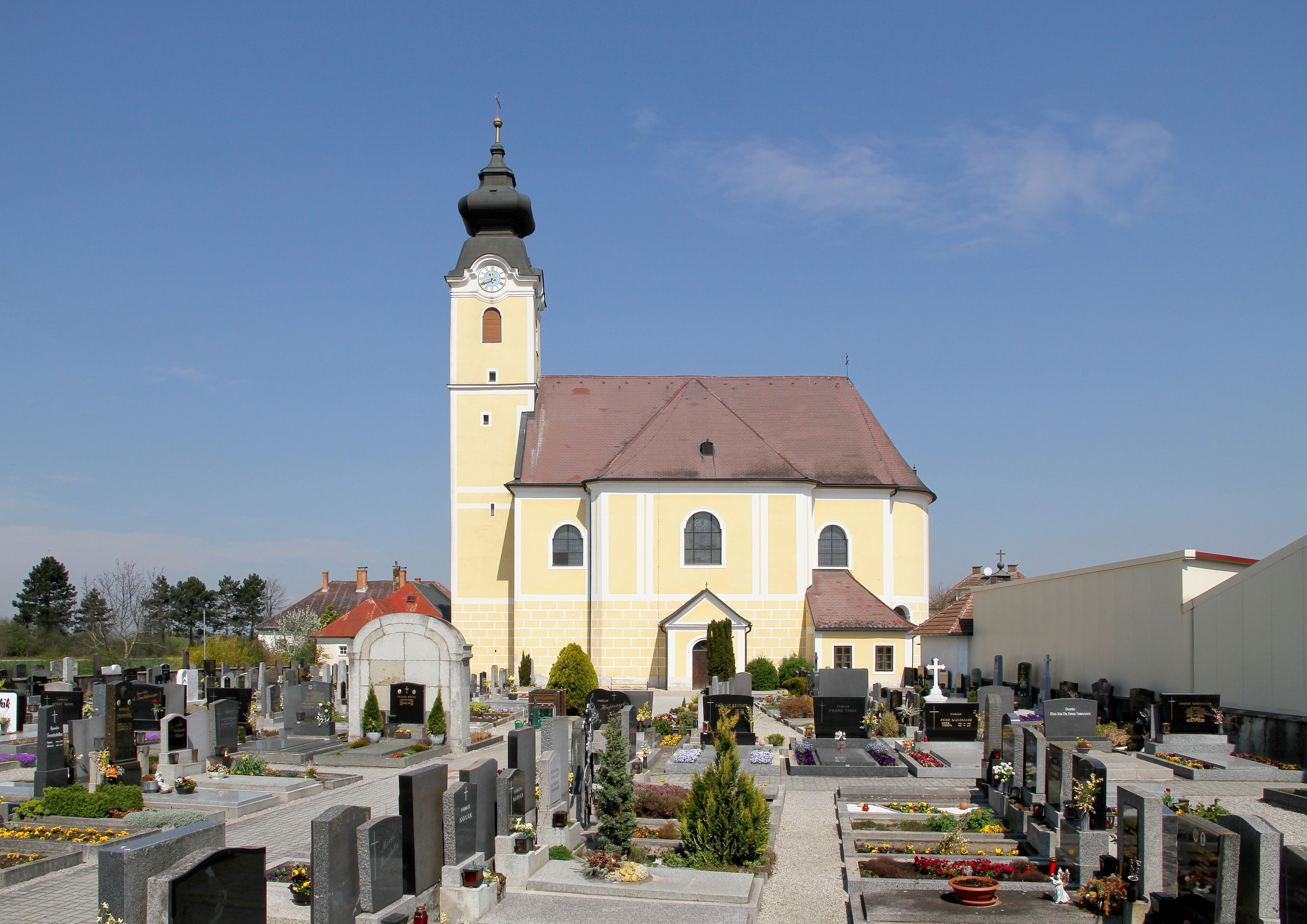
A Szt. Miklós-plébániatemplom

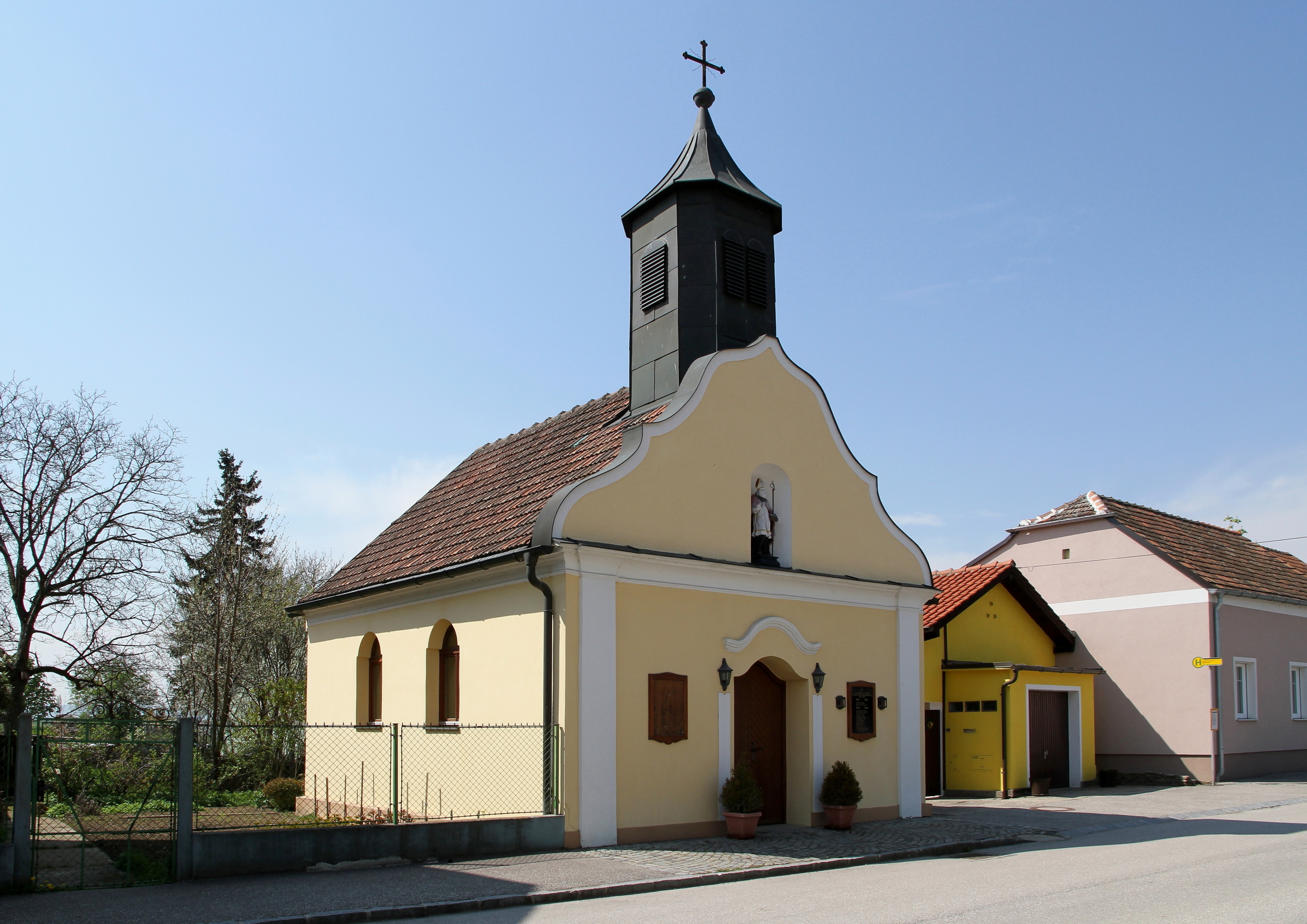
Langenschönbichl kápolnája

Langenrohr a tartomány Mostviertel régiójában fekszik a Tullni-medencében, a Große Tulln (a Duna jobb mellékfolyója) mentén. Északi határát a Duna alkotja. Területének 17,6%-a erdő, 61,8% áll mezőgazdasági művelés alatt. Az önkormányzat 5 települést egyesít: Asparn (371 lakos 2022-ben), Kronau (74), Langenrohr (1415), Langenschönbichl (423) és  Neusiedl (201).
A környező önkormányzatok: északra Königsbrunn am Wagram, északkeletre Tulln an der Donau, délre Judenau-Baumgarten, délnyugatra Michelhausen, északnyugatra Zwentendorf an der Donau.

## Története
A mocsaras, árvizektől veszélyeztetett terepen sokáig nem települtek falvak. 844-ben a Große Tullnnál húzódott a bajorok és a szlávok közötti határ. Langenrohrt 1302-ben említik először. A falu 1469-ben kapott állandó papot. 1560-ban protestáns lelkész is prédikált; egy évvel később a falu iskoláját is megemlítik. Egy 1590-es összeírás szerint Langenrohr 53 házból állt (a mai önkormányzathoz tartozó összes településen 158 ház volt). A legnagyobb földbirtokkal Helmhardt Jörger von Tollet zu Judenau bírt. Ugyanebben az évben egy földrengés súlyosan megrongálta a templomot. Bécs második, 1683-as török ostromakor a portyázó tatárok Langenrohrt is kifosztották. 
1737-ben Maria Theresa von Liechtenstein-Savoyen-Carignan hercegnő megvásárolta a judenaui uradalmat, amelyhez Langenrohr is tartozott és finanszírozta egy új templom építését. A falu 1783-ban vált önálló egyházközséggé II. József egyházrendeletét követően. Az 1830-as években Langenrohrban 69 házat, 223 férfit, 210 nőt, 80 iskoláskorú gyereket, valamint 114 lovat, 1 bikát, 161 tehenet, 149 birját, 15 kecskét és 190 disznót írtak össze. A lakosság káposztát (amelyet Bécsbe is szállítottak), búzát, árpát termesztett. A Ferenc József-vasút megépítésével 1870-ben Langenrohrt is bekötötték a vasúti hálózatba. 
1927-ben Langenrohrt mezővárosi rangra emelték. Az 1938-as Anschlusst követően Asparnban tábort létesítettek a birodalmi munkaszolgálatosok részére; ezt később a Német Leányszövetség kapta meg. A második világháború végén a templomot és több házat tüzérségi tűz rongált meg. 1954-ben a Duna árvize súlyos károkat okozott a településen. 
A 2020-ban a település bekerült az országos hírekbe, mert az önkormányzati választásokon a Szociáldemokrata Párt adminisztratív mulasztás miatt nem indulhatott.  

## Lakosság
A langenrohri önkormányzat területén 2022 januárjában 2484 fő élt. A lakosságszám 1971 óta gyarapodó tendenciát mutat. 2020-ban az ittlakók 88,9%-a volt osztrák állampolgár; a külföldiek közül 1,8% a régi (2004 előtti), 4,7% az új EU-tagállamokból érkezett. 3,9% az egykori Jugoszlávia (Szlovénia és Horvátország nélkül) vagy Törökország, 0,7% egyéb országok polgára volt. 2001-ben a lakosok 87,2%-a római katolikusnak, 1,3% evangélikusnak, 1,9% ortodoxnak, 7,8% pedig felekezeten kívülinek vallotta magát. Ugyanekkor egy magyar élt a mezővárosban; a legnagyobb nemzetiségi csoportokat a németek (93,6%) mellett a horvátok (2,2%) és a szerbek (1,5%) alkották.
A népesség változása:

| 2016 | 2 347 |
| 2018 | 2 369 |

## Látnivalók
- a Szt. Miklós-plébániatemplom
- a Joseph Reiter-múzeum

## Fordítás
- Ez a szócikk részben vagy egészben  a   Langenrohr című német Wikipédia-szócikk ezen változatának fordításán alapul.  Az eredeti cikk szerkesztőit annak laptörténete sorolja fel. Ez a jelzés csupán a megfogalmazás eredetét és a szerzői jogokat jelzi, nem szolgál a cikkben szereplő információk forrásmegjelöléseként.